# Antonio Boroni
Antonio Boroni, escrit també Borroni, Buroni, Burroni, Baroni (Roma, 1738 - Roma, 21 de desembre de 1792), fou un compositor italià.

## Biografia
Després d'aprendre els primers coneixements de música del Pare Martini a Bolonya, va entrar el 1757 al Conservatori della Pietà dei Turchini de Nàpols, on va estudiar sota la tutela de Lorenzo Fago i Girolamo Abos. El 1758 va tornar a Roma per donar classes de música a al jove Muzio Clementi, que era el seu parent. Va debutar com a compositor d'òperes durant el Carnestoltes de 1761 a Senigallia amb Demofoonte, que es va reposar en la mateixa temporada de l'any següent al Teatro Dolfin de Treviso a Vicenza. Després, des de 1763 a 1766 va estar actiu a Venècia per posar en escena els seus treballs operístics. A la tardor de 1766 va sortir de Venècia cap a Praga i Dresden, també per representar les seves obres. Va tornar a Venècia el 1769, però l'any següent tornava a viatjar per Europa. El 4 de maig de 1770 va succeir a Niccolò Jommelli com a mestre de capella de Stuttgart. Hi va romandre fins al 1777, quan va decidir tornar a la seva ciutat natal. El 21 de març de 1778 va ser nomenat mestre de capella de la basílica de Sant Pere, el 1782 de l'església de San Luigi dei Francesi i el 1790 a Sant'Apollinare, a l'església del Collegio Germanico.

## Obres
Boroni no va ser un compositor prolífic, com els seus contemporanis Piccinni i Anfossi, però ens va deixar valuosos drammi giocosi, com L'amore in musica i Il Carnevale, que en el seu temps van ser molt reeixits. La seva elegant melodia i el ritme segueixen els dictats de l'escola napolitana, però amb una petita influència veneciana.

### Òperes
- Demofoonte (dramma per musica, llibret de Pietro Metastasio, 1761, Senigallia)
- La moda (dramma giocoso, llibret de Pietro Cipretti, 1761, Torí)
- L'amore in musica (dramma giocoso, llibret de F. Griselini, 1763, Venècia)
- La pupilla rapita (dramma giocoso, 1763, Venècia)
- Sofonisba (dramma per musica, llibret de Mattia Verazi, 1764, Venècia)
- Siroe, re di Persia (dramma per musica, llibret de Pietro Metastasio, 1764, Venècia)
- Le villeggiatrice ridicole (dramma comico, llibret d'A. G. Bianchi, 1765, Venècia)
- La notte critica (dramma giocoso, llibret de Carlo Goldoni, 1766, Venècia)
- Artaserse (dramma per musica, llibret de Pietro Metastasio, 1767, Praga)
- Didone (dramma per musica, llibret de Pietro Metastasio, 1768, Praga)
- Il carnevale (dramma giocoso, llibret de Pietro Chiari, 1769, Dresden)
- Le orfane svizzere (dramma giocoso, llibret de Pietro Chiari, 1770, Venècia)
- Le contadine furlane (dramma giocoso, llibret de Pietro Chiari, 1771, Venècia)
- La gara de' numi nel tempio d'Apollo (1772, Stuttgart)
- L'amour fraternel (opéra comiques, 1774-1775, Stuttgart)
- Le déserteur (opéra comiques, 1774-1775, Stuttgart)
- Zémire et Azor (opéra comiques, 1774-1775, Stuttgart)
- L'isola disabitata (intermezzo, llibret de Pietro Metastasio, 1775, Stuttgart)
- L'orfana perseguita (dramma giocoso, llibret de Pietro Chiari, 1777, Viena)
- Enea nel Lazio (dramma per musica, llibret de Vittorio Amedeo Cigna-Santi, 1778, Roma)